# Arctoconopa melampodia
Arctoconopa melampodia là một loài ruồi trong họ Limoniidae. Chúng phân bố ở miền Cổ bắc.